# Православное миссионерское общество
Правосла́вное миссионе́рское о́бщество — организация, созданная в России в 1865 году, уставной целью которой являлось содействие православным миссиям в деле обращения в православие обитающих в пределах Российской империи нехристиан.
До 1865 года русские миссии действовали разрозненно. Идея создания в России Православного миссионерского общества принадлежит архимандриту Макарию Глухарёву, изложившему её в рукописи «Мысли о способах к успешнейшему распространению христианской веры между магометанами и язычниками в Российской Державе» (1839). Макарий предлагал устройство такого общества под особым покровительством императора при Святейшем Синоде.
В 1865 году по инициативе Барнаульского купца А. Г. Малькова началась подготовка к созданию Православного миссионерского общества. Инспектор и экстраординарный профессор Санкт-Петербургской духовной академии архимандрит Владимир Петров составил проект устава общества и вместе с другими единомышленниками и обратился с прошением к императору Александру II через Святейший правительствующий синод о разрешении учредить Российское православное миссионерское общество. Император Александр II и Синод дали согласие для учреждения «Миссионерского общества для содействия распространению христианства между язычниками», а жена Александра II — императрица Мария Александровна приняла его под своё покровительство.
Руководство Православного Миссионерского Общества осуществлял совет, председателем которого император назначил епископа Ладожского Герасима. Кроме него в совет вошли архимандрит Владимир (Петров), княжна Т. Б. Потемкина, князь Н. С. Голицын и другие. В начале 1866 года по инициативе А. Г. Малькова и Н. С. Голицына состав совета изменился: его возглавил князь Н. С. Голицын, А. Г. Мальков стал его ближайшим помощником. После этого возникли разногласия как внутри совета общества, так и с миссионерами. Деятельность совета приобрела скандальный характер, по этой причине в августе 1868 года императрица Мария Александровна через обер-прокурора графа Д. А. Толстого объявила совету Миссионерского общества, что «в видах правильного развития деятельности Миссионерского Общества она изволит признать, чтобы на будущее время главное управление Общества, находящееся ныне в Санкт-Петербурге, перенесено было в Москву под председательство тамошнего митрополита Иннокентия, близко знакомого по собственному опыту с миссионерским делом и с Сибирским краем».
Император Александр II в апреле 1869 года издал указ об упразднении Петербургского совета общества. Императрица Мария Александровна обратилась к  Московскому митрополиту Иннокентию с предложением составить новый устав общества. Иннокентий доверил составить его архимандриту Владимиру Петрову. Архимандрит Владимир привлёк к составлению устава для общества находившегося в Казани в это время Алтайского миссионера иеромонаха Макария (Невского). После обсуждения с видными иерархами и церковными деятелями устав был представлен императору. 21 ноября 1869 года император Александр II утвердил устав Православного миссионерского общества.
Согласно уставу, Православное Миссионерское Общество состояло под покровительством императрицы, действовало под высшим наблюдением Синода, председателем Общества являлся митрополит Московский, делами общества заведовали московский совет под председательством Московского митрополита и епархиальные комитеты под председательством местных преосвященных.
25 января 1870 года после торжественного богослужения в Успенском соборе состоялось открытие Православного миссионерского общества в Москве. В первые три дня после открытия в Православное миссионерское общество вступило 1700 человек, за первый год количество членов Общества составило 6647 человек; капитал Общества составил 101 674 рублей. В работе Общества приняли участие московские купцы-благотворители, жертвовавшие крупные суммы на церковь. Они были учредителями Общества, а затем и членами совета Общества, среди них — В. Д. Аксенов, В. М. Бостанжогло, И. И. Четвериков и другие. Почетным членом общества была великая княгиня Елизавета Фёдоровна. В 1870 году были открыты комитеты Общества в 13 епархиях: Калужской, Полоцкой, Иркутской, Томской, Якутской, Минской, Владимирской, Вятской, Костромской, Воронежской, Киевской, Вологодской и Камчатской. При жизни митрополита Иннокентия было образовано 29 епархиальных комитетов. В 1870 году в совет Общества поступило около 75 тысяч рублей, а в комитеты около 25 тысяч рублей. Кроме денежных средств в совет Общества поступали значительные пожертвования иконами, книгами и церковной утварью. Для широкого распространения сведений о целях, результатах работы, положении и нуждах Миссионерского общества были изданы книги с подробным описанием современного состояния миссий, у Синода было получено разрешение произносить ежегодные церковные проповеди о миссионерском деле в праздник Торжества православия. Проповеди читались во многих церквях России, начиная с 1873 года; благодаря им был увеличен кружечный сбор на распространение православия среди язычников. Важным источником доходов Общества стала построенная в Москве в 1878—1880 годах часовня святой Варвары с чудотворной Боголюбской иконой Божией Матери. Деньги направлялись на увеличение числа миссионеров, устройство храмов и школ, составление переводов богослужебных и духовно-нравственных книг, на помощь при организации оседлой жизни кочевников. Митрополит Иннокентий в апреле 1870 года подал в Синод памятную записку, в ней он указал, что Миссионерское Общество нуждается в особых заведениях, в которых могли бы подготавливаться люди на миссионерское служение. Для этих целей был выбран Московский Покровский монастырь, в нём разместился Совет миссионерского общества. С 1871 по 1878 года в монастыре было подготовлено 26 миссионеров. В Синод поступило предложение о создании особого института для подготовки миссионеров, но обер-прокурор Синода К. П. Победоносцев скептически отнесся к этому предложению, требовавшему больших расходов; в одном из посланий он писал: «идея приготовлять миссионеров в центральном, нарочито устраиваемом учебном заведении есть идея мечтательная».
Православное миссионерское общество с 1874 по 1879 год издавало еженедельный журнал «Миссионер», его номера продавались в храмах Московской епархии. Редактором  «Миссионера» был настоятель Троицкой церкви на Арбате протоиерей Владимир Марков. С 1880 года на страницах главной церковной газеты Москвы «Московские епархиальные ведомости» помещалась миссионерская хроника. Православное миссионерское общество получило право делать переводы богослужебных книг и катехизисов. В Казани в 1876 году была создана переводческая комиссия Общества; она была преобразованная из комиссии для инородческих переводов при братстве святителя Гурия.
После смерти митрополита Иннокентия в 1879 году миссионерская деятельность стала ослабевать, её возобновление произошло в последнем десятилетии XIX века. С 1893 года Православное миссионерское Общество начало вновь издавать свой журнал, теперь уже под названием «Православный благовестник». Редактором был член совета Общества протоиерей А. В. Никольский. Журнал выходил два раза в месяц, он был своеобразной энциклопедией российского миссионерства. На его страницах излагалась история деятельности разнообразных миссионерских учреждений — общества, комитетов, миссий, школ и церквей; помещались географические и этнографические очерки об окраинах России, очерки и рассказы о деятельности русских проповедников, об опыте работы католических и протестантских миссий. Журнал издавался до 1917 года.
В 1898 году председателем совета  Общества стал  митрополит Владимир (Богоявленский), который ещё в годы служения в Грузии с 1892 по 1898 годы содействовал оживлению деятельности «Общества восстановления православного христианства на Кавказе». При митрополите Владимире в 1903 году в Москве открылся епархиальный дом с храмом во имя равноапостольного князя Владимира. Это дом стал центром просветительской и миссионерской деятельности епархии. В нём с этого времени размещалось Православное миссионерское общество. В 1900 году существовало 53 епархиальных комитета; в Обществе состояло 16 368 членов, главным образом в Европейской России. Состояние Общества в 1900 году — 1 367 735,45 рублей. Общество работало в трёх направлениях: в Сибири, в Европейской России и за границей. Общество имело восемь сибирских миссий: Алтайская, Киргизская, Тобольская, Забайкальская, Владивостокская, Иркутская, Енисейская и Якутская. В Европейской части России миссии Общества действовали в епархиях: Астраханской (Калмыцкая и Киргизская миссии), Ставропольской (Калмыцкая миссия), Оренбургской (Киргизская миссия) и Рязанской (противомусульманская миссия). В других епархиях Европейской России Православное Миссионерское Общество финансировало миссионерские школы, тип которых  был выработан основателем инородческого образования Н. И. Ильминским: в Казанской епархии (154 школы), Вятской (66), Архангельской (10), Симбирской (13), Самарской (16), Саратовской (14), Уфимской (41), Екатеринбургской (4). Из заграничных миссий общество имело возможность лишь частично содержать Японскую и Северо-Американскую (с 1900 года) миссии. После издания указов о веротерпимости и свободе слова 1905 года деятельность ПМО начала испытывать большие трудности: в Поволжье и Сибири многие новокрещёные стали беспрепятственно возвращаться в язычество и ислам.
Для  согласованной миссионерской  деятельности  устраивались Всероссийские миссионерские съезды. Последний, четвёртый, съезд состоялся в июле 1908 года в Киеве. Председателем его был митрополит Киевский Флавиан, его заместителем и главным руководителем работ — архиепископ Волынский и Житомирский Антоний; из видных миссионеров на нём присутствовали протоиерей Иоанн Восторгов и И. Г. Айвазов.
В 1912 году председателем совета общества стал известный миссионер митрополит Макарий (Невский). Вместе с своим ближайшим соратником  протоиреем И. И. Восторговым, Макарий старался возобновить активную деятельность ПМО: за период с 1912 по 1915 год число действительных членов общества увеличилось с 10 161 до 12 064 человек, ПМО в 1914 году содержало 680 школ, в которых преимущественно воспитывались дети новообращенных христиан, но также обучались и несколько сот детей «язычников», всего 14 000 учащихся; за период с 1912 по 1914 годы было крещено 10 548 человек.
Многие планы Православного миссионерского общества не осуществились из-за Первой мировой войны и Революции.